# Synagoge Beth-Yaacov (Genf)

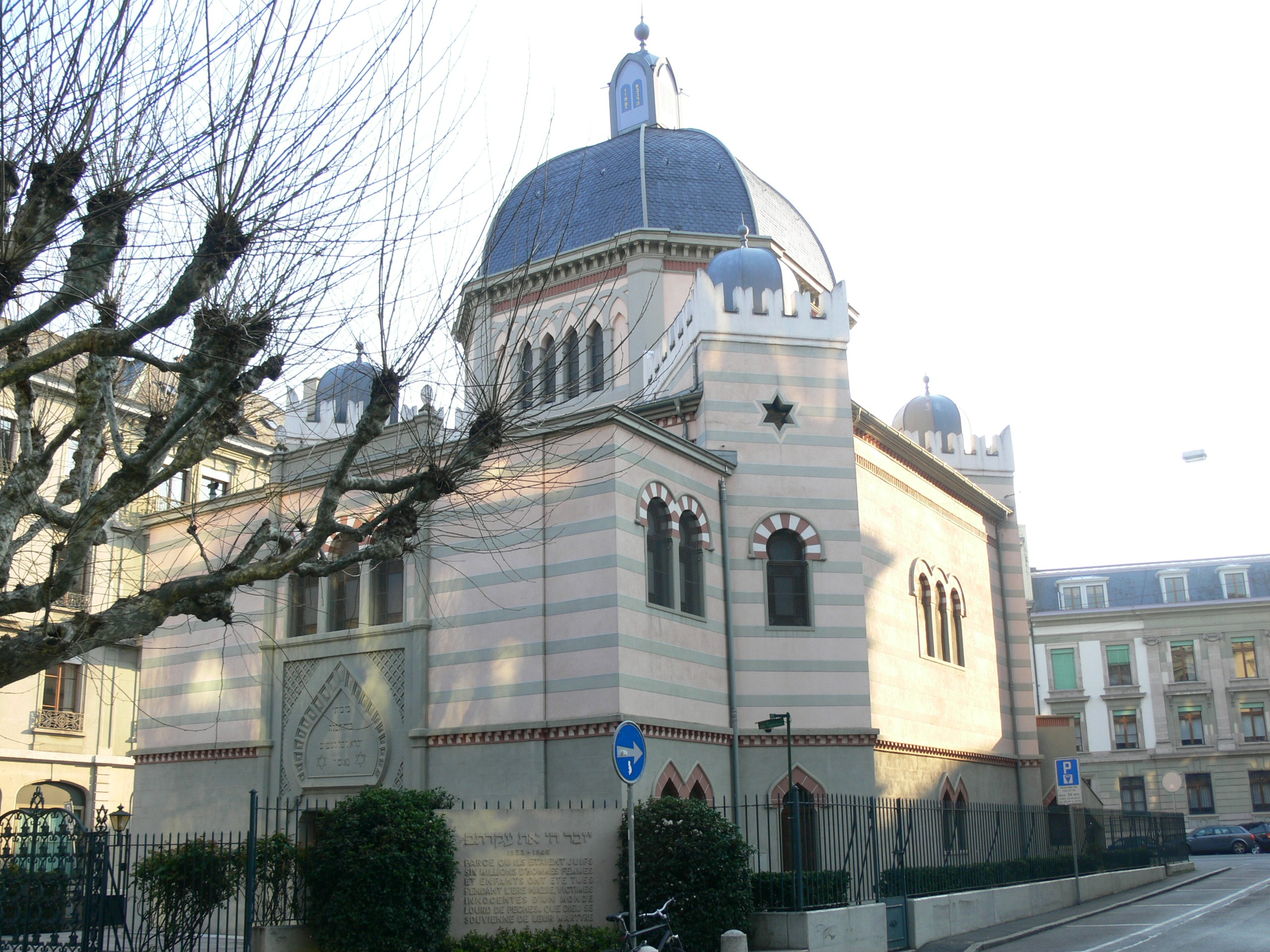
Die Beth-Yaacov-Synagoge in Genf, gesehen südlich vom place de la Synagogue

Die Beth-Yaacov-Synagoge (ebenfalls bekannt als: Grande Synagogue de Genève), befindlich n°7 de la place de la Synagogue südlich der Rhône im Stadtbezirk Plainpalais, ist die grösste Synagoge der Stadt Genf.

## Geschichte
Der Synagogenbau wurde zwischen den Jahren 1857 und 1859 vom Architekten Jean-Henri Bachofen errichtet, nachdem die israelitische Gemeinde der Stadt im Jahr 1852 ihre offizielle Anerkennung durch den Kanton erhalten hatte. Die Synagoge befand sich zur Zeit ihrer Eröffnung noch ausserhalb des Stadtzentrums und war Teil der neuen Stadtpläne Genfs, als im Zuge der Industrialisierung und der endgültigen Zugehörigkeit zur Schweiz auch ausserhalb der Stadtmauern in grossem Stil gebaut und die Stadt vergrössert wurde. Im Jahr der Eröffnung erhielten die Jüdinnen und Juden der Stadt zudem endgültig die Genfer (und somit auch Schweizer) Staatsbürgerschaft, wenn auch die allgemeine kantonale Religionsfreiheit erst im Jahr 1874 etabliert wurde.

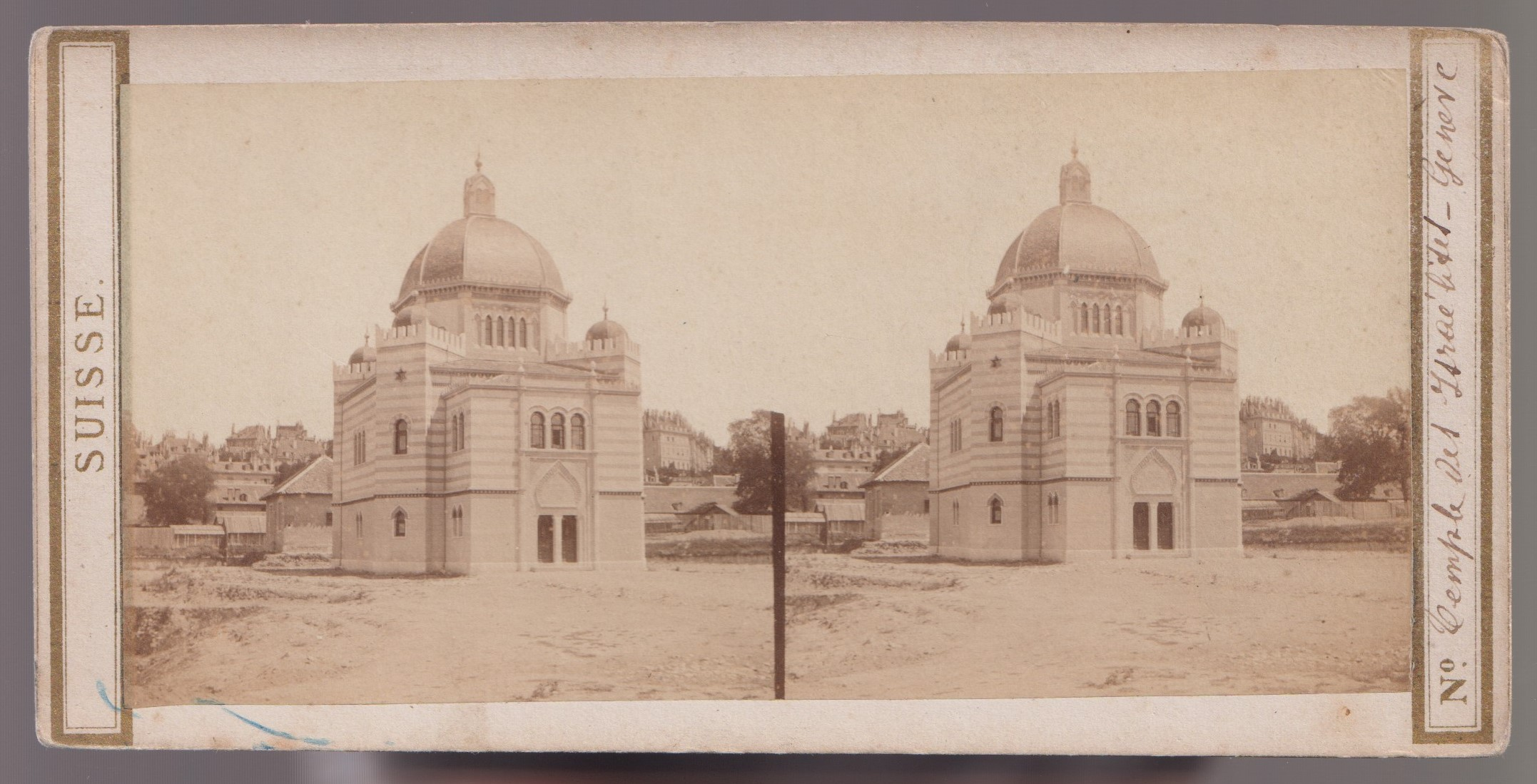
1860er Kartonscheibe für Stereoskop mit Fotos der Synagoge in Genf, in der Sammlung des Jüdischen Museums der Schweiz in Basel

Die Synagoge war bei ihrer Eröffnung der erste auf dem Territorium der Stadt Genf erbaute Sakralbau einer jüdischen Gemeinde, nachdem sich das jüdische Leben der Region in den vorangehenden Jahrhunderten mehrheitlich auf die (ehemals savoyardische) Kleinstadt Carouge konzentriert hatte, in der sich bis zum 20. Jahrhundert ebenfalls der wichtigste jüdische Friedhof der Gemeinde befand.
Im Jahr 1990 erhielt die Synagoge ihren heutigen Namen.

## Architektur
Ab dem Jahr 1853 begann der Architekt Jean-Henri Bachofen mit den Plänen für den Synagogenbau und orientierte sich dabei vornehmlich an der Alten Synagoge von Dresden sowie bei der Ausgestaltung der Fassade an der ehemaligen Synagoge Heidenheim, da sich zu jenem Zeitpunkt in der Schweiz noch keine spezifisch als solche erkennbaren Synagogen befanden.
Wie in vielen anderen europäischen und später auch schweizerischen Städten (z. B. in Basel oder Zürich) orientiert sich der Synagogenbau in Form und Linien stark an dem Vorbild der orientalisierenden Architektur. Die kubische Form des Baus verdeutlicht das Bedürfnis der Gemeinde, der Tradition zu folgen und die Bima in der Mitte der Synagoge zu platzieren, nach dem Vorbild der Synagogen in Paris, Marseille und Köln.
Seit dem Jahr 1989 ist der Bau als Kulturgut von regionaler Bedeutung im Kanton Genf klassifiziert.